# Wonderwall (bài hát)
"Wonderwall" là một bài hát của ban nhạc Anh quốc Oasis nằm trong album phòng thu thứ hai của họ, (What's the Story) Morning Glory? (1995). Nó được viết lời bởi một trong những giọng ca chính của nhóm Noel Gallagher và được đồng sản xuất bởi Gallagher và Owen Morris. Bài hát được phát hành như là đĩa đơn thứ ba trích từ album vào ngày 30 tháng 10 năm 1995 bởi Creation Records. Theo tiết lộ của Gallagher, "Wonderwall" là cụm từ miêu tả "người bạn tưởng tượng tới và cứu rỗi bạn thoát khỏi chính mình."
Sau khi phát hành, "Wonderwall" nhận được những phản ứng tích cực từ các nhà phê bình âm nhạc, và gặt hái nhiều giải thưởng và đề cử tại các lễ trao giải, bao gồm hai đề cử giải Grammy cho Bài hát Rock xuất sắc nhất và Trình diễn giọng Rock xuất sắc nhất của bộ đôi hoặc nhóm nhạc tại lễ trao giải thường niên lần thứ 39 cũng như đề cử ở hạng mục Đĩa đơn Anh quốc xuất sắc nhất tại Giải Brit năm 1996. Bài hát cũng gặt hái nhiều thành công về mặt thương mại, đứng đầu các bảng xếp hạng ở Úc, New Zealand và Tây Ban Nha, và lọt vào top 10 ở nhiều quốc gia khác như Áo, Bỉ, Canada, Đan Mạch, Pháp, Ireland, Hà Lan, Na Uy, Vương quốc Anh và Hoa Kỳ, nơi nó đạt vị trí thứ tám trên bảng xếp hạng Billboard Hot 100.
Video ca nhạc cho "Wonderwall" được đạo diễn bởi Nigel Dick và Ali Asad, và ghi hình trong khung nền đen trắng, đã chiến thắng giải Video Anh quốc xuất sắc nhất tại Giải Brit năm 1996. Tính đến nay, "Wonderwall" vẫn được xem là bài hát trứ danh trong sự nghiệp của Oasis, và lọt vào danh sách những bài hát xuất sắc nhất mọi thời đại bởi nhiều tổ chức và ấn phẩm âm nhạc, với vị trí thứ 35 trong danh sách 100 Bài hát xuất sắc nhất thập niên 1990 của VH1 và thứ 36 trong danh sách 500 Bài hát xuất sắc nhất mọi thời đại bởi NME. Nó cũng được hát lại bởi nhiều nghệ sĩ khác như Ryan Adams, Cat Power và Brad Mehldau.

## Thành phần tham gia sản xuất
- Liam Gallagher – hát chính, sắc-xô.
- Noel Gallagher – hát nền, guitar acoustic và guitar điện, bass, piano.
- Paul "Bonehead" Arthurs – guitar acoustic, mellotron
- Alan White – trống.

## Danh sách ca khúc
Tất cả các ca khúc được viết bởi Noel Gallagher, ngoại trừ những ghi chú.
| Đĩa đơn tại Anh  | Đĩa đơn tại Anh  | Đĩa đơn tại Anh |
| STT              | Nhan đề          | Thời lượng      |
| ---------------- | ---------------- | --------------- |
| 1.               | "Wonderwall"     | 4:18            |
| 2.               | "Round Are Way"  | 5:42            |
| 3.               | "The Swamp Song" | 4:19            |
| 4.               | "The Masterplan" | 5:23            |
| Tổng thời lượng: | Tổng thời lượng: | 19:52           |

| Đĩa đơn tại Mỹ   | Đĩa đơn tại Mỹ                                                                                         | Đĩa đơn tại Mỹ |
| STT              | Nhan đề                                                                                                | Thời lượng     |
| ---------------- | --- | -------------- |
| 1.               | "Wonderwall"                                                                                           | 4:14           |
| 2.               | "Round Are Way"                                                                                        | 5:41           |
| 3.               | "Talk Tonight"                                                                                         | 4:11           |
| 4.               | "Rockin' Chair"                                                                                        | 4:33           |
| 5.               | "I Am the Walrus" (thu âm trực tiếp tại Glasgow Cathouse, tháng 6 năm 1994, sáng tác Lennon-McCartney) | 8:14           |
| Tổng thời lượng: | Tổng thời lượng:                                                                                       | 26:53          |

## Xếp hạng
| Bảng xếp hạng (1995–96)              | Vị trí cao nhất |
| ------------------------------------ | --------------- |
| Úc (ARIA)                            | 1               |
| Áo (Ö3 Austria Top 40)               | 6               |
| Bỉ (Ultratop 50 Wallonia)            | 7               |
| Bỉ (Ultratop 50 Flanders)            | 7               |
| Canada (RPM)                         | 5               |
| Canada (RPM Alternative 30)          | 1               |
| Đan Mạch (Tracklisten)               | 9               |
| Châu Âu (European Hot 100 Singles)   | 8               |
| Phần Lan (Suomen virallinen lista)   | 11              |
| Pháp (SNEP)                          | 10              |
| Đức (Official German Charts)         | 17              |
| Ireland (IRMA)                       | 2               |
| Ý (FIMI)                             | 17              |
| Hà Lan (Dutch Top 40)                | 9               |
| Hà Lan (Single Top 100)              | 8               |
| New Zealand (Recorded Music NZ)      | 1               |
| Na Uy (VG-lista)                     | 5               |
| Tây Ban Nha (PROMUSICAE)             | 1               |
| Thụy Điển (Sverigetopplistan)        | 12              |
| Thụy Sĩ (Schweizer Hitparade)        | 17              |
| Anh Quốc (OCC)                       | 2               |
| Hoa Kỳ Billboard Hot 100             | 8               |
| Hoa Kỳ Adult Pop Airplay (Billboard) | 30              |
| Hoa Kỳ Pop Airplay (Billboard)       | 10              |
| Hoa Kỳ Alternative Songs (Billboard) | 1               |
| Hoa Kỳ Mainstream Rock (Billboard)   | 9               |
| Zimbabwe (ZIMA)                      | 9               |

| Bảng xếp hạng (1995)                      | Vị trí |
| ----------------------------------------- | ------ |
| Netherlands (Dutch Top 40)                | 321    |
| Sweden (Sverigetopplistan)                | 82     |
| UK Singles (Official Charts Company)      | 10     |
| Bảng xếp hạng (1996)                      | Vị trí |
| Australia (ARIA)                          | 19     |
| Belgium (Ultratop 50 Flanders)            | 37     |
| Belgium (Ultratop 50 Wallonia)            | 38     |
| Canada (RPM)                              | 26     |
| Canada Alternative 30 (RPM)               | 2      |
| Europe (European Hot 100 Singles)         | 31     |
| Germany (Official German Charts)          | 80     |
| Netherlands (Dutch Top 40)                | 52     |
| Netherlands (Single Top 100)              | 98     |
| New Zealand (Recorded Music NZ)           | 29     |
| Norway Winter Period (VG-lista)           | 7      |
| Sweden (Sverigetopplistan)                | 90     |
| UK Singles (Official Charts Company)      | 51     |
| US Billboard Hot 100                      | 56     |
| US Hot Mainstream Rock Tracks (Billboard) | 38     |
| US Hot Modern Rock Tracks (Billboard)     | 6      |

| Bảng xếp hạng (1990–1999)            | Xếp hạng |
| ------------------------------------ | -------- |
| UK Singles (Official Charts Company) | 28       |

| Bảng xếp hạng                        | Vị trí |
| ------------------------------------ | ------ |
| UK Singles (Official Charts Company) | 47     |

## Chứng nhận
| Quốc gia                                                                           | Chứng nhận  | Số đơn vị/doanh số chứng nhận |
| ---------------------------------------------------------------------------------- | ----------- | ----------------------------- |
| Úc (ARIA)                                                                          | 3× Bạch kim | 210.000^                      |
| Ý (FIMI)                                                                           | Bạch kim    | 50.000*                       |
| México (AMPROFON)                                                                  | Vàng        | 30,000*                       |
| New Zealand (RMNZ)                                                                 | Vàng        | 7,500*                        |
| Anh Quốc (BPI)                                                                     | 2× Bạch kim | 1,320,000                     |
| Hoa Kỳ (RIAA)                                                                      | Vàng        | 500,000^                      |
| * Chứng nhận dựa theo doanh số tiêu thụ. ^ Chứng nhận dựa theo doanh số nhập hàng. |             |                               |